# 左翼联盟 (法国)
左翼联盟（法語：Union de la gauche）是法国的一个政治术语，广义上是指任何由若干左翼政党、社会民主主义政党和社会自由主义政党组成的临时性选举联盟，狭义上是指1972年－1977年，社会党、法国共产党和左翼激进党组成的执政联盟。近年来，左翼联盟的成员通常有：社会党、法国共产党、歐洲生態綠黨、左翼激进党、公民与共和运动和混杂左翼。